# Кристиян Малинов
Кристиян Александров Малинов е български футболист, продукт на Академия Литекс и състезател на унгарския Дебрецен. Малинов е бивш юношески национал и настоящ национал на България, играе като централен полузащитник или като опорен халф, силният му крак е десният.

## Състезателна кариера
Роден е на 30 март 1994 г. в Петрич, но детството му преминава първоначално в Кавракирово, а по-късно в Благоевград. През 2004 година започва да тренира футбол в школата на Беласица (Петрич), а негов първи треньор е Иван Златински. При „петричани“ изкарва три години и през 2007 г. преминава в частната школа на Ивайло Андонов – Пирин 2001. Там негов треньор е Бисер Златински. Година по-късно младокът решава да смени обстановката и заедно със своя братовчед Костадин Малинов се явяват на ежегодните приемни изпити провеждани от Академия Литекс. И двамата са одобрени, като достигат до юношеския национален отбор. Първият му треньор при „оранжевите“ е Димитър Здравчев, а в зависимост от различните възрастови формации треньори още са му били специалисти като Петко Петков и Евгени Колев. Прави неофициален дебют за първия състав на 1 септември 2011 г. при тогавашния треньор Любослав Пенев в контролата срещу Ботев (Враца).
На 19 август 2020 г. Малинов е продаден на белгийския Льовен.